# Phyllachora klotzschiani
Phyllachora klotzschiani är en svampart som beskrevs av Hosag., Rajendran & P. Daniel 1989. Phyllachora klotzschiani ingår i släktet Phyllachora och familjen Phyllachoraceae.   Inga underarter finns listade i Catalogue of Life.